# Бойко Володимир Полікарпович
Володимир Полікарпович Бойко (нар. 17 листопада 1953, Тернопіль, УРСР) — український економіст, літератор, краєзнавець. Член Тернопільського літературного об'єднання при Тернопільській обласні організації Національної спілки письменників України.

## Життєпис
Володимир Бойко народився 17 листопада 1953 року у місті Тернополі.
Закінчив Тернопільський фінансово-економічний інститут (1975). Працював в економічних службах, нині — в головному управлінні економіки Тернопільської ОДА.

## Творчість
Вірші опубліковані у газетах «Вільне життя плюс», «Свобода плюс Тернопільщина», «Ровесник», «Губернія» (м. Харків).
Автор збірки поезій «У вихорі думок» (2008), статей, у тому числі в Тернопільському енциклопедичному словнику, співавтор з Олегом Гаврилюком книги «Замки Тернопілля» (2009, перевидана у 2010).